# البهانتة
البهانتة هي قبيلة صومالية تعدّ من القبائل الرئيسية في جمهورية أرض الصومال. وكانت بداية هجرة شيخ العشيرة من هرتي عندما كان صغيرا مع عائلته من مدينته سامراء العراقية إلى الحجاز ثم تنقل بين الحجاز واليمن حتى استقر به المقام في أرض الصومال، وبها توفي سنة 1254 من الهجرة بمدينة ميط الواقعة على الساحل الشمالي. وقبره معروف بها وتنتشرت هذه القبائل في أرض الصومال في وإقليم أوجادين وجيبوتي. وانتشارهم الأساسي في مدن وعيرجابو ولاس عانود.

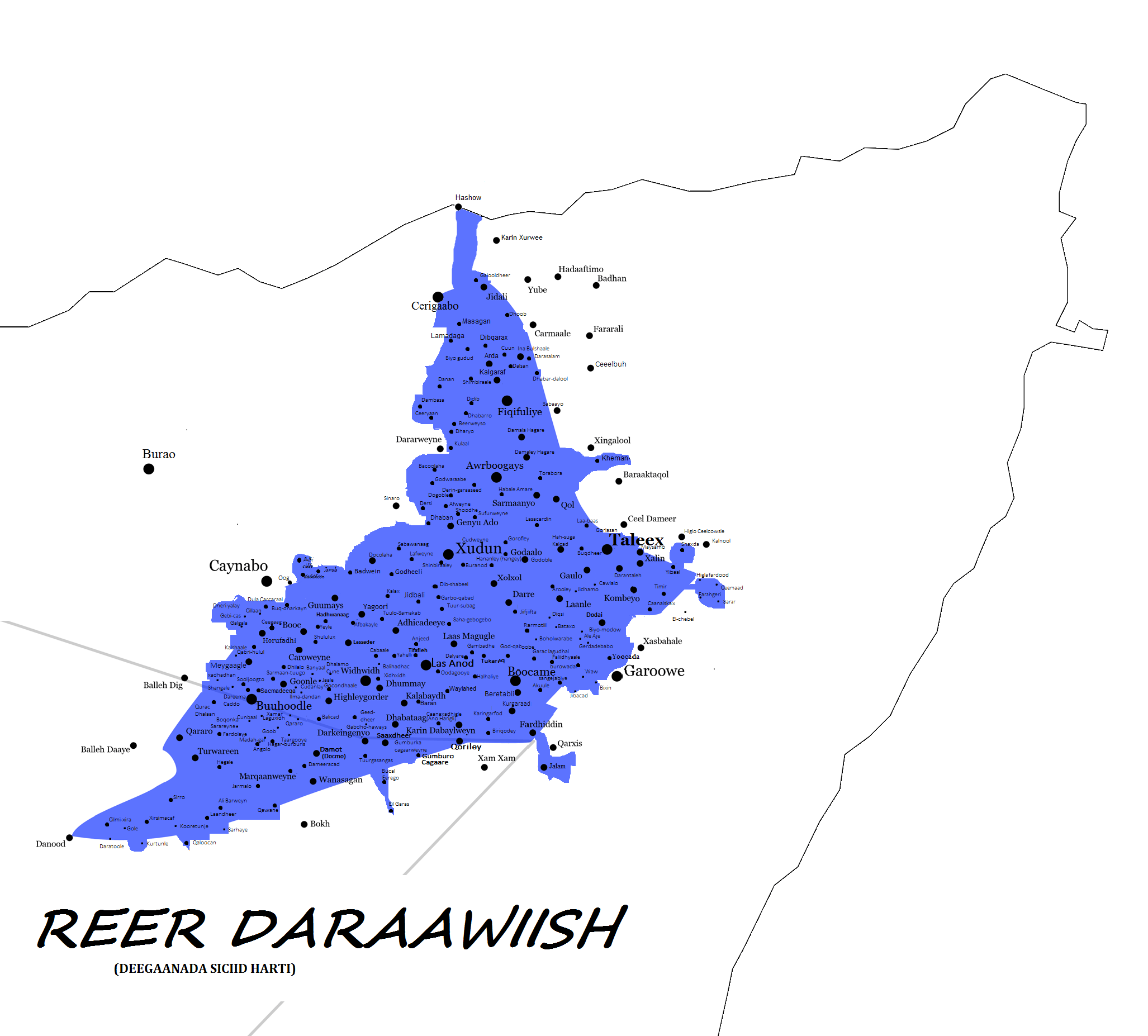
البهانتة

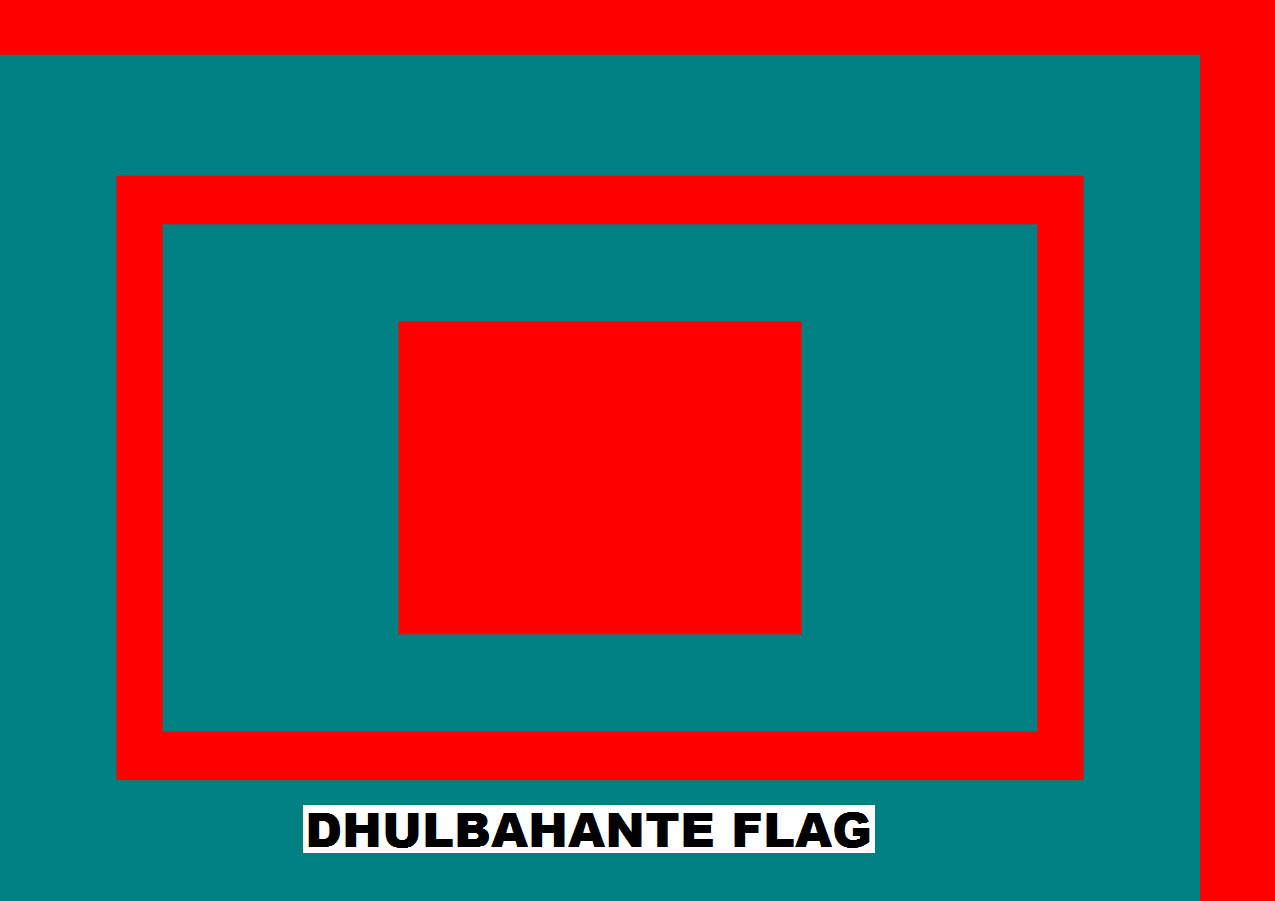
البهانتة